# Bro Garmon
Bro Garmon är en community i Storbritannien.   Den ligger i kommunen Conwy och riksdelen Wales, i den södra delen av landet, 300 km nordväst om huvudstaden London.
Den största byn i Bro Garmon heter Capel Garmon.